# 城崎美術館

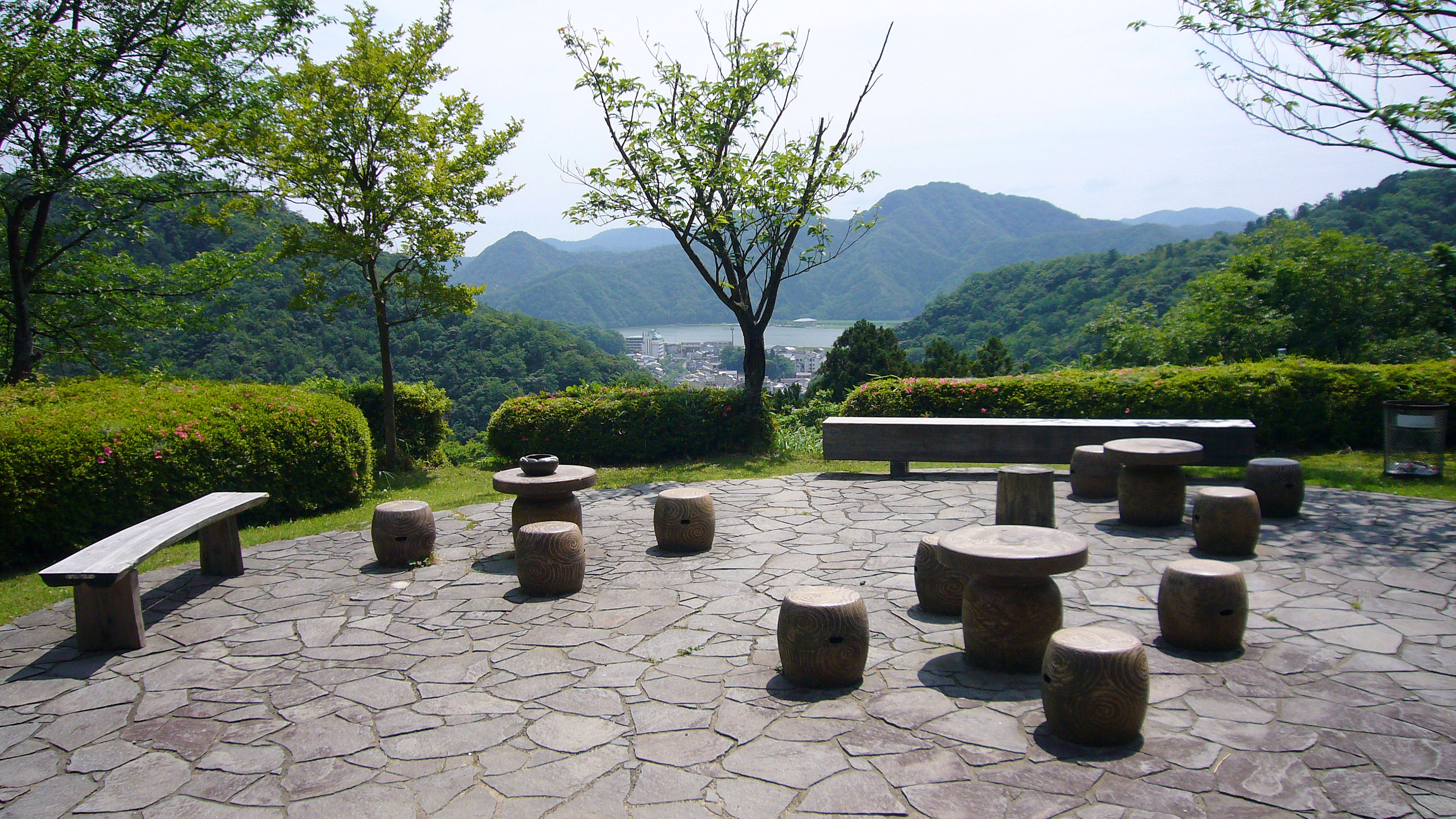
前庭より眼下の城崎温泉郷を望む

城崎美術館（きのさきびじゅつかん）は、兵庫県豊岡市の城崎温泉郷を見下ろす温泉寺の本堂の北東にある温泉寺が運営・管理する美術館、温泉寺宝物館。
温泉寺に伝わる鎌倉時代を中心とする仏教関係の文化財、および円山川流域の遺跡から出土した、縄文時代・弥生時代・古墳時代の埋蔵文化財などを常設展示している。

## 主な所蔵品
- 薬師如来坐像 - 伝聖徳太子作
- 六体地蔵尊 - 藤原時代
- 破損仏28体 -  廃仏毀釈により破壊された仏像を含む
- 温泉寺縁起図 - 海北友竹筆
- 埋蔵文化財（土器、馬具、大刀金具など）

## 利用情報
- 開館時間 -  9時～16時30分
- 閉館日 -  第2・4木曜（祝日の場合は開館）
- 入館料 -  100円 （温泉寺と共通400円）

## 所在地
- 〒669-6101 兵庫県豊岡市城崎町湯島985-2

## 交通アクセス
- JR山陰本線 城崎温泉駅から徒歩15分で大師山麓着、そこから参道の石段450段を登ったところが本堂
- JR山陰本線 城崎温泉駅から徒歩15分の城崎ロープウェイ「城崎温泉」駅から3分、「温泉寺」駅下車、本堂まで徒歩すぐ